# Sicalis lebruni
Sicalis lebruni là một loài chim trong họ Thraupidae.